# Rigaud (Quebec)
Rigaud (AFI: [ʀigo]), antiguamente Sainte-Madeleine-de-Rigaud, es una ciudad de la provincia de Quebec en Canadá. Es una de los municipios que conforman el municipio regional de condado de Vaudreuil-Soulanges en la región de Vallée-du-Haut-Saint-Laurent en Montérégie.

## Geografía

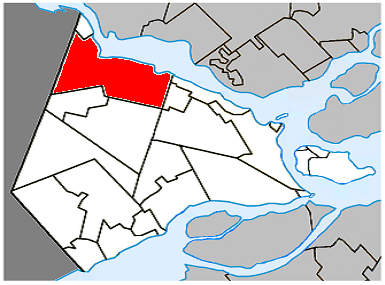
Ubicación de Rigaud en el MRC de Vaudreuil-Soulanges

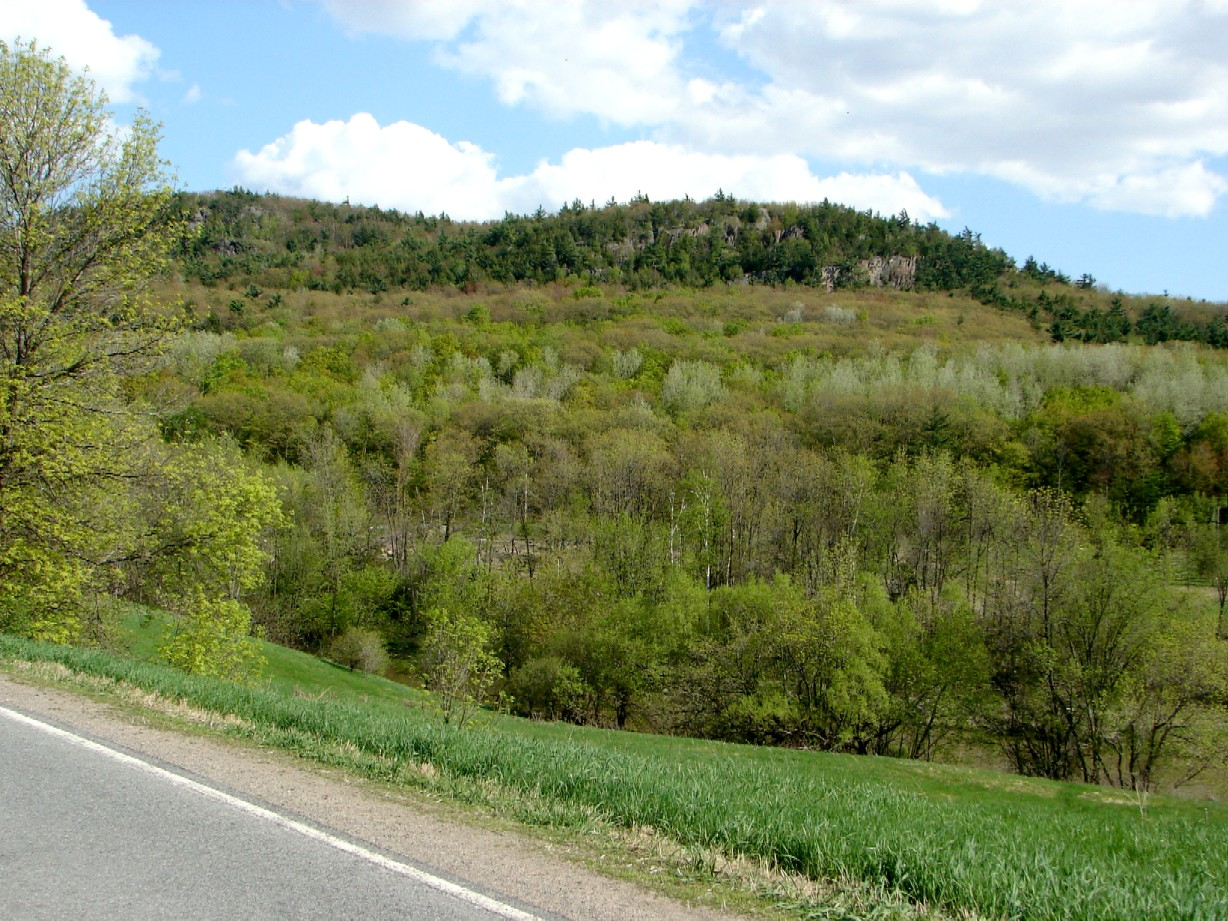
Montaña de Rigaud

Rigaud se encuentra ubicada en la frontera con la provincia de Ontario por la orilla del río Ottawa, a 25 kilómetros al noroeste de Vaudreuil-Dorion, 70 kilómetros al oeste de Montreal y a 130 kilómetros al este de Ottawa. Los municipios vecinos son Pointe-Fortune al noroeste, Hudson y el barrio de Fief-Choisy de Vaudreuil-Dorion al este, Saint-Lazare al sureste, Sainte-Marthe al sur, Très-Saint-Rédempteur al suroeste y Hawkesbury Este en los condados unidos de Prescott-Russell al oeste. Por otra orilla del río Ottawa está situado el municipio de Saint-André-d'Argenteuil en el municipio regional de condado de Argenteuil. La superficie total del municipio es de 113,71 km² de los cuales 99,12 km² son tierra firme. El norte del territorio esta en la planicie del San Lorenzo aunque el sur está sobre la Montaña de Rigaud. Esta colina, cuya altura es de 223 m, forma parte del macizo de Laurentides. Es cubierta de morrena formada durante el último periodo glacial. Los ríos Rigaud y de la Raquette atraviesan Rigaud para desembocar en el río Ottawa.

## Historia

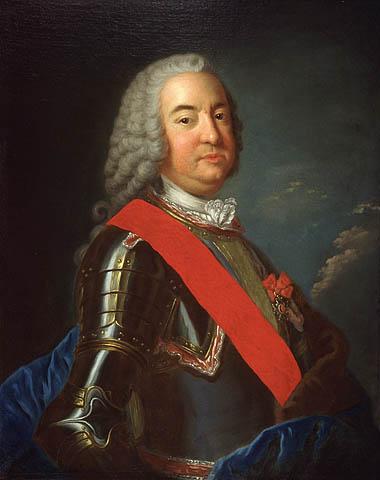
Marqués Pierre de Rigaud de Vaudreuil por Donat Nonotte

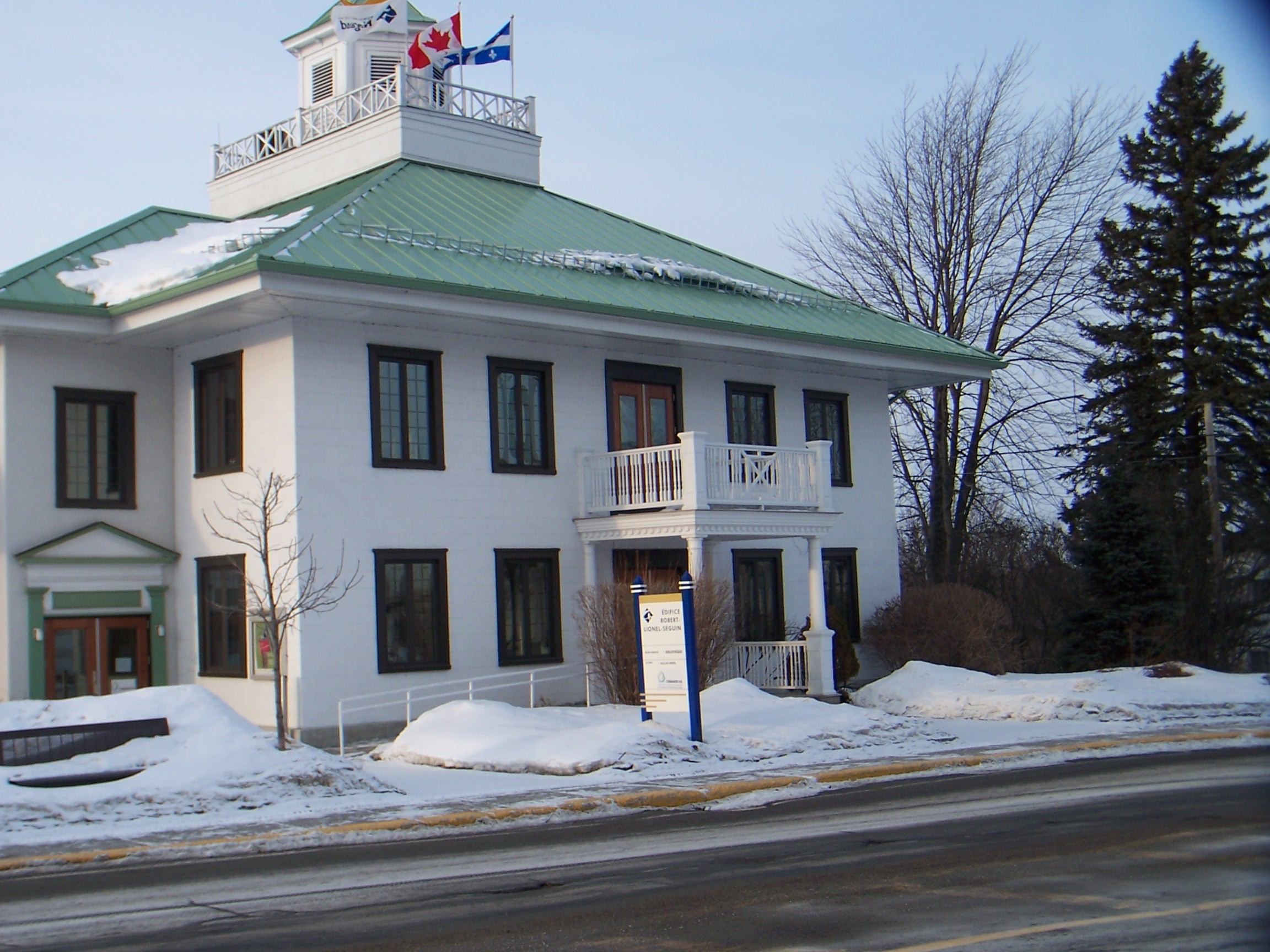
Édifice Robert-Lionel-Séguin

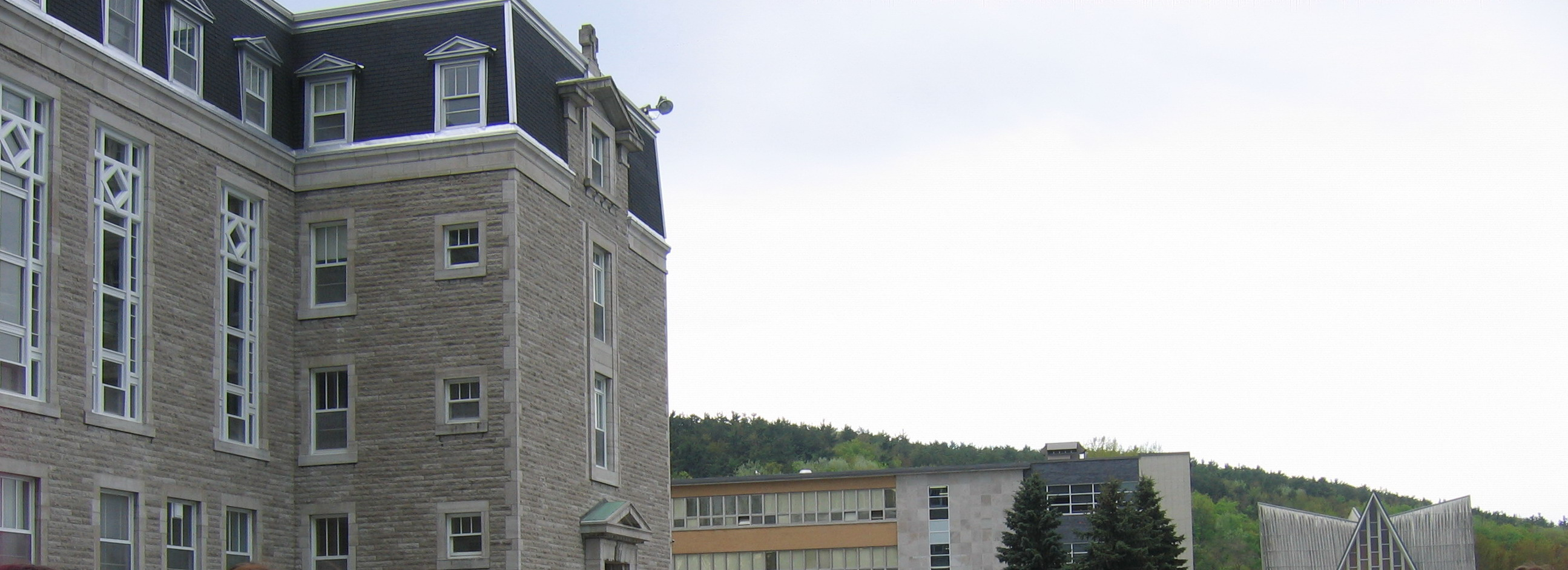
Collège Bourget

Los algonquinos vivían en el territorio de Rigaud pero abandonaron su pueblo y su territorio de caza debido a conflictos con los iroqueses. El francés Étienne Brûlé es el primo europeo que exploró el río Ottawa en 1611. Cuatro años más tarde regresó con Samuel de Champlain.
En 1732, el señorío de Rigaud fue concedido a los hermanos François-Pierre de Rigaud de Vaudreuil y Pierre de Rigaud de Vaudreuil de Cavagnial, que eran señores de Vaudreuil, que habían heredado de su padre Philippe de Rigaud de Vaudreuil en 1725. Pierre de Rigaud de Vaudreuil fue el último gobernador de Nueva Francia. El topónimo del municipio de Rigaud procede del señorío, honra François-Pierre, que fue gobernador de Montreal aunque el nombre de la ciudad de Vaudreuil honra Philippe de Rigaud de Vaudreuil, que fue también gobernador de Nueva Francia.
La localidad de Rigaud fue fundada en 1783. La misión católica de Sainte-Magdeleine-de-Rigaud, que empezó en 1802 se transformó en la parroquia de mismo nombre en 1830. El nombre Sainte-Magdeleine honra, además de santa María Magdalena, Louise-Madeleine Chaussegros de Léry (1721-1797), esposa de Michel Chartier de Lotbinière, señor de Rigaud de 1762 a 1771. Después de la creación y de la abolición del premiero municipio de Rigaud en 1845 y 1847 respectivamente, el municipio de parroquia de Sainte-Madeleine-de-Rigaud fue instituido en 1855. En 1880, tres municipios se arrancaran de Sainte-Madeleine-de-Rigaud: Très-Saint-Rédempteur, Pointe-Fortune, así como el pueblo de Rigaud. En 1995, los municipios del pueblo de Rigaud y de la parroquia de Sainte-Madeleine-de-Rigaud se han unidos para formar el municipio de Rigaud.

## Política
Rigaud está incluso en el MRC de Vaudreuil-Soulanges. El consejo municipal está compuesto por seis consejeros representando seis distritos territoriales. El alcalde actual (2015) es Hans Gruenwald Jr desde 2013.
|                                      | 2005-2009                           | 2009-2013        | 2013-2017         |
| Alcalde                              | Réal Brazeau                        | Réal Brazeau     | Hans Gruenwald Jr |
| 1 - Dragon - Anse-à-la-Brunette      | Rolland Parent                      | Rolland Parent   | Yannick Sauvé     |
| 2 - Mountain Ranches - Saint-Georges | Martine Paquette                    | Martine Paquette | Archie Martin     |
| 3 - Saint-Thomas - La Fourche        | Aline Chevrier                      | Aline Chevrier   | Michel Sauvé      |
| 4 - Saint-François - La Baie         | Robert Pelletier* Pierre Brasseur** | Pierre Brasseur  | André Boucher     |
| 5 - Saint-Pierre                     | Yvon Faubert                        | Yvon Faubert     | Danny Lalonde     |
| 6 - Saint-Jean-Baptiste              | Mario Gauthier                      | Mario Gauthier   | Mario Gauthier    |

* Consejero al inicio del termo pero no al fin.  ** Consejero al fin del termo pero no al inicio.
Rigaud forma parte de la circunscripción electoral de Soulanges a nivel provincial y de Vaudreuil-Soulanges a nivel federal.

## Demografía
Según el censo de Canadá de 2011, había 7 346 personas residiendo en este municipio con una densidad de población de 74,1 hab./km². Los datos del censo mostraron que de las 6 780 personas en 2006, en 2011 el cambio poblacional fue un aumento de 8,3%. El número total de inmuebles particulares resultó de 3 254 de las cuales se encontraban ocupadas por residentes habituales fueron 3 069.
Evolución de la población total, 1971-2015

## Sociedad
El Collège Bourget es un importante establecimiento de educación. Notre-Dame-de-Lourdes, en la montaña de Rigaud, es un importante lugar de peregrinación. Cerca, hay la Place-des-Guérêts, lugar donde, según la leyenda, los campos de patatas fueron transformados en campos de piedra por el diablo porque un ermitaño había cultivado durante el domingo.

### Personalides
- Pierre de Rigaud de Vaudreuil (1698-1778), señor y gobernador
- François-Pierre de Rigaud de Vaudreuil (1703-1779), señor y gobernador
- Michel Chartier de Lotbinière (1723-1798), señor y político
- Joseph Désautels, fundador del collège Bourget
- Ignace Bourget (1799-1885), obispo
- Jean Baptiste Mongenais (1803-1887), político
- Donald McMillan (1807-1876), político
- Louis-Isaac Larocque, patriota
- Hugh McMillan (1839-1895), político
- Alphonse-Édouard Dumouchel (1841-1914), músico
- Léandre-Arthur Dumouchel (1841-1919), músico
- Joseph-Gédéon-Horace Bergeron (1854-1917), músico
- Elzéar Sabourin (1865-1941), político
- Gustave Boyer (1871-1927), político
- Albani Quesnel (1881-?), fundador de la Société historique de la région de Rigaud
- Frank J. Selke (1893-1985), director ejecutivo de los Canadiens de Montréal
- Yves Quesnel (1917-1979), historiador
- Julien Hébert (1917-1994), diseñador
- Marcel Trudel (1917-2011), historiador
- Paul Bibeault (1919-1970), jugador de hockey sobre hielo
- Robert-Lionel Séguin (1920-1982), historiador
- Normand Grimard (1925-), político
- André Déom (1929-1993), político
- Charles Wilson (1932-1990),  gánster
- Bruno Laplante (1938-), cantador
- André Daoust, religioso
- Ronald Thibert (1942-), escultor
- Bruno Roy (1943-2010), escritor
- Louis Genest, miembro del Ordre du Canada
- Michel Faubert (1959-), contador
- Gildor Roy (1960-), contador y actor
- Maxim Roy (1972-), actriz
- Manuel Fréchette (1979-), jugador de hockey sobre hielo
- Amanda Walsh (1982-), actriz
- Philip Saint-Onge (1985-), atleta